# Virtual Analog
Virtual Analog (VA) – metoda cyfrowego realizowania subtraktywnej syntezy dźwięku, opracowana przez firmę Clavia w 1995 r.
W syntezie VA wszystkie sprzętowe bloki syntezatora, takie jak filtr czy oscylator, zastąpione zostały algorytmami. Celem tejże technologii jest emulacja działania tradycyjnych analogowych syntezatorów, poprzez zastosowanie układów DSP.
Do jednego z pierwszych instrumentów, którego tor syntezy oparty był na tej technice, należy model Nord Lead firmy Clavia. Obecnie synteza Virtual Analog wykorzystywana jest w bardzo szerokim zakresie, również w oprogramowaniu komputerowym. Postęp dokonujący się w tej dziedzinie ma na celu jak największe zbliżenie się do specyfiki działania obwodów analogowych.

## Zalety i wady syntezy VA
Zalety:
- niższe koszty produkcji w porównaniu do układów analogowych,
- stabilność parametrów syntezy,
- mała awaryjność.

Wady
- możliwe występowanie aliasingu,
- sztuczność dźwięku określana jako „zimno”,
- przewidywalność efektu.

## Przykłady syntezatorów VA
Sprzętowe:
- Access Virus,
- Alesis Ion,
- Clavia Nord Modular G1, G2,
- Korg Prophecy,
- Novation K-Station,
- Roland JP-8000,
- Waldorf Q,
- Yamaha AN1x.

Programowe:
- Novation V-Station,
- Superwave P8,
- Synth1.